# Nephelomys childi
Nephelomys Child es una especie de roedor perteneciente a la familia de los cricétidos. 
Es endémica de Colombia. Su hábitat natural son las selvas nebulosas. Tiene el pelaje dorsal relativamente largo. Hasta 2006 se le consideró un sinónimo de Oryzomys albigularis. La especie fue llamada así en honor de George D. Child, que contribuyó a la recogida de especímenes de este animal.